# Cucullia campanulae
Cucullia campanulae là một loài bướm đêm trong họ Noctuidae.